# Азійська коричнева хмара

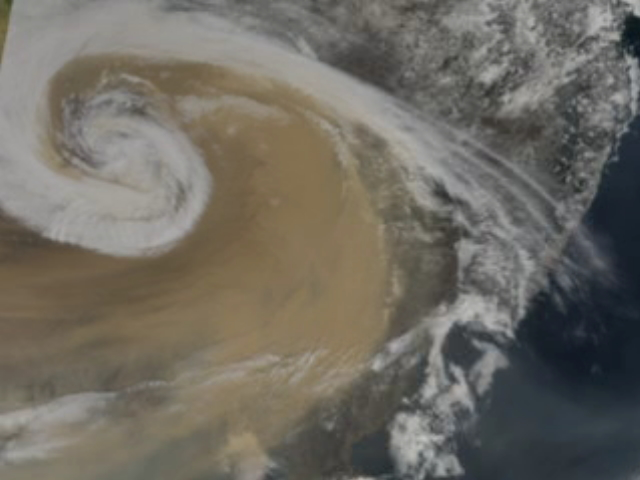
Гігантська коричнева хмара над Китаєм (квітень 2001 року, знімок НАСА).

Азійська коричнева хмара, або Гігантська коричнева хмара (англ. Atmospheric Brown Cloud) — шар  забрудненого повітря, який періодично покриває частину  Південної Азії, включаючи північні райони  Індійського океану,  Індію і Пакистан, поширюючись аж до  Китаю. Гігантську область забрудненого повітря бурого кольору над Південною Азією видно на фотографіях із супутників з грудня по квітень.
Термін «Азійська коричнева хмара» вперше з'явився у доповіді  ЮНЕП 2002 року по проекту «Експеримент в Індійському океані», який проводився в 1999 році.

## Причини
Видимий з космосу серпанок являє собою суміш зважених твердих частинок дрібного розміру, які здатні перебувати в повітрі досить тривалий час. Він складається з кількох забруднювачів, головним чином  сажі, сульфатів, нітратів, органічної речовини, летючого попелу і мінерального пилу, що надходять в результаті спалювання палива і біомаси в сільських районах. Так як в період з січня по березень в цих районах стоїть суха погода, то природного очищення повітря не відбувається.

## Дослідження
Вперше гігантське димове забруднення повітря було виявлено в результаті досліджень, що проводилися в 1999 році за проектом «Експеримент в Індійському океані». Воно було описано, як найбільше в світі забруднення повітря, яке досягає у висоту від 2 до 3 км і займає площу рівну території США. За підтримки ЮНЕП почала здійснюватися Програма, що отримала назву «Азійська коричнева хмара» (АКХ). Її цілі: дослідження впливу димового забруднення на ряд параметрів, включаючи зміни мусонного режиму, водного балансу, сільськогосподарського виробництва і стану здоров'я населення. НАСА реєструвала гігантську коричнева хмару в 2004 та 2007 роках.

## Вплив на клімат
Димове забруднення знижує сонячне освітлення поверхні Індійського океану на 10 % і викликає ще більше скорочення освітленості над континентом. Вважається, що димове забруднення може досить сильно вплинути на мусонну циркуляцію, регіональний розподіл опадів і вертикальний розподіл температур в атмосфері.

### Ресурси Інтернету
- Гигантское коричневое облако окажет воздействие на атмосферу в масштабах всей планеты [Архівовано 15 лютого 2020 у Wayback Machine.]
- Pollution and global warming. Climate change in black and white. The Economist, Feb 17th 2011 [Архівовано 15 січня 2018 у Wayback Machine.]
- Ramanathan, V.; Crutzen, P. J. (2003). New Directions: Atmospheric Brown "Clouds". Atmospheric Environment. 37 (28): 4033—4035. Bibcode:2003AtmEn..37.4033R. doi:10.1016/S1352-2310(03)00536-3.